# Bell 430
Die Bell 430 ist ein achtsitziger, zweimotoriger Hubschrauber des US-amerikanischen Herstellers Bell Helicopter mit Turbinenantrieb.

## Konstruktion
Die Konstruktion ist eine verlängerte und leistungsstärkere Version der Bell 230, die auf dem Vorgängermodell Bell 222 basiert. Die ersten Serienmaschinen des Bell 430 wurden 1995 produziert. Gefertigt wird der Hubschrauber im Werk von Bell Helicopter im kanadischen Mirabel (Québec).
Der vierblättrige Hauptrotor wird angetrieben von zwei Allison 250-C40B mit volldigitaler Triebwerksregelung (FADEC). Als Drehmomentausgleich wird ein zweiblättriger Heckrotor eingesetzt.
Die Maschine ist mit Einziehfahrwerk oder mit Kufen als Landevorrichtung erhältlich.

## Technische Daten
| Modell                 | 230                     | 430                      |
| ---------------------- | ----------------------- | ------------------------ |
| Ankündigung            | 1990                    | 1991                     |
| Erstflug               | 12. August 1991         | 25. Oktober 1994         |
| Zulassung              | März 1992               | 23. Februar 1996         |
| Erste Auslieferung     | November 1992           | 1996                     |
| Besatzung              | 2                       | 2                        |
| Passagiere             | 5–6                     | 6–8                      |
| Höhe                   | 3,56 m                  | 3,73 m                   |
| Rumpflänge             | 12,88 m                 | 13,44 m                  |
| Rotordurchmesser       | 12,80 m                 | 12,80 m                  |
| Länge über alles       | 15,32 m                 | 15,32 m                  |
| Triebwerke             | 2 × Allison 250C30G2    | 2 × Rolls-Royce 250-C40B |
| Leistung               | 2 × 520 kW (707 PS)     | 2 × 584 kW (795 PS)      |
| Höchstgeschwindigkeit  | 140 kts (260 km/h)      | 140 kts (260 km/h)       |
| Steigrate              | ~ 1600 ft/min (8,1 m/s) | nicht angegeben          |
| Dienstgipfelhöhe       | 4724 m (15 500 ft)      | 4450 m (14 600 ft)       |
| Max. Höhe für Schweben | 3780 m (12 400 ft)      | 3459 m (11 350 ft)       |
| Treibstoffvorrat       | 710+ L (188+ US gal)    | 710+ L (188+ US gal)     |
| Reichweite             | 378 NM (~ 700 km)       | 324 NM (~ 600 km)        |
| Leergewicht            | 2312 kg                 | 2406 kg                  |
| Max. Startgewicht      | 3810 kg                 | 4218 kg                  |
| Seriennummern          | 23001–23038             | 49001–49129+             |